# Шуанцзян-Лаху-Ва-Булан-Дайський автономний повіт
23°28′33″ пн. ш. 99°49′30″ сх. д. / 23.47591° пн. ш. 99.82495° сх. д.
Шуанцзян-Лаху-Ва-Булан-Дайський автономний повіт (кит. 双江拉祜族佤族布朗族傣族自治县, пін. Shuāngjiāng Lāhùzú Wăzú Bùlăngzú Dăizú Zìzhìxiàn) — один із повітів КНР у складі префектури Ліньцан, провінція Юньнань. Адміністративний центр — містечко Менмен.

## Географія
Шуанцзян-Лаху-Ва-Булан-Дайський автономний повіт лежить у середній течії Меконга між річкою і горами Ава.

### Клімат
Повіт знаходиться у зоні, котра характеризується вологим субтропічним кліматом. Найтепліший місяць — червень із середньою температурою 24,4 °C. Найхолодніший місяць — січень, із середньою температурою 13,1 °С.
| Клімат повіту Шуанцзян-Лаху-Ва-Булан-Дай | Клімат повіту Шуанцзян-Лаху-Ва-Булан-Дай | Клімат повіту Шуанцзян-Лаху-Ва-Булан-Дай | Клімат повіту Шуанцзян-Лаху-Ва-Булан-Дай | Клімат повіту Шуанцзян-Лаху-Ва-Булан-Дай | Клімат повіту Шуанцзян-Лаху-Ва-Булан-Дай | Клімат повіту Шуанцзян-Лаху-Ва-Булан-Дай | Клімат повіту Шуанцзян-Лаху-Ва-Булан-Дай | Клімат повіту Шуанцзян-Лаху-Ва-Булан-Дай | Клімат повіту Шуанцзян-Лаху-Ва-Булан-Дай | Клімат повіту Шуанцзян-Лаху-Ва-Булан-Дай | Клімат повіту Шуанцзян-Лаху-Ва-Булан-Дай | Клімат повіту Шуанцзян-Лаху-Ва-Булан-Дай | Клімат повіту Шуанцзян-Лаху-Ва-Булан-Дай |
| Показник                                 | Січ.                                     | Лют.                                     | Бер.                                     | Квіт.                                    | Трав.                                    | Черв.                                    | Лип.                                     | Серп.                                    | Вер.                                     | Жовт.                                    | Лист.                                    | Груд.                                    | Рік                                      |
| Середній максимум, °C                    | 23,6                                     | 25,6                                     | 28,5                                     | 30,3                                     | 30,4                                     | 29,9                                     | 28,8                                     | 29,3                                     | 29                                       | 27,7                                     | 25                                       | 22,9                                     | 27,6                                     |
| Середня температура, °C                  | 13,1                                     | 15,5                                     | 19                                       | 21,6                                     | 23,4                                     | 24,4                                     | 23,9                                     | 23,9                                     | 23,9                                     | 20,9                                     | 16,9                                     | 13,4                                     | 20                                       |
| Середній мінімум, °C                     | 5,6                                      | 7,3                                      | 10,9                                     | 14,7                                     | 18,2                                     | 20,9                                     | 21                                       | 20,7                                     | 19,5                                     | 17,1                                     | 12,1                                     | 7,5                                      | 14,6                                     |
| Норма опадів, мм                         | 11                                       | 16.2                                     | 18.7                                     | 44.3                                     | 104                                      | 138.3                                    | 193.8                                    | 170.4                                    | 134.8                                    | 95.7                                     | 53                                       | 15                                       | 995.2                                    |
| Вологість повітря, %                     | 70                                       | 63                                       | 59                                       | 63                                       | 70                                       | 77                                       | 82                                       | 83                                       | 83                                       | 83                                       | 81                                       | 78                                       | 74.3                                     |
| ---------------------------------------- | ---------------------------------------- | ---------------------------------------- | ---------------------------------------- | ---------------------------------------- | ---------------------------------------- | ---------------------------------------- | ---------------------------------------- | ---------------------------------------- | ---------------------------------------- | ---------------------------------------- | ---------------------------------------- | ---------------------------------------- | ---------------------------------------- |
| Джерело: data.cma.cn                     |                                          |                                          |                                          |                                          |                                          |                                          |                                          |                                          |                                          |                                          |                                          |                                          |                                          |